# Thalamita crenata
Thalamita crenata är en kräftdjursart som först beskrevs av H. Milne Edwards 1834.  Thalamita crenata ingår i släktet Thalamita och familjen simkrabbor. Inga underarter finns listade i Catalogue of Life.